# Desmodora communis
Desmodora communis är en rundmaskart som först beskrevs av Butschli 1874.  Desmodora communis ingår i släktet Desmodora och familjen Desmodoridae. Arten är reproducerande i Sverige. Inga underarter finns listade i Catalogue of Life.